# البرشاء
البرشاء هي منطقة تقع في إمارة دبي في الإمارات العربية المتحدة تمتد على مساحة اجمالية تبلغ 6.4 كيلومتر مربع، وقد وصل عدد سكانها بحسب احصائيات عام 2020 قرابة 15,901 نسمة.
تنقسم منطقة البرشاء على منطقتين البرشاء شمال وتحتوي على 3 مناطق البرشاء 1 البرشاء 2 البرشاء 3، والبرشاء جنوب.
تحتوي البرشاء شمال على حدائق عدة في الأحياء وتحتوي أيضاً على حديقة بحيرة البرشاء، تحتوي أيضا هذه المنطقة على مرافق أخرى منها مول الإمارات والبرشاء مول واللولو هايبر ماركت. ومن الأماكن الشهيرة الموجودة فيها حديقة دبي المعجزة، وحديقة الفراشات. ويمكن الوصول إلى المنطقة عبر محطتي مترو الإمارات والمشرق.

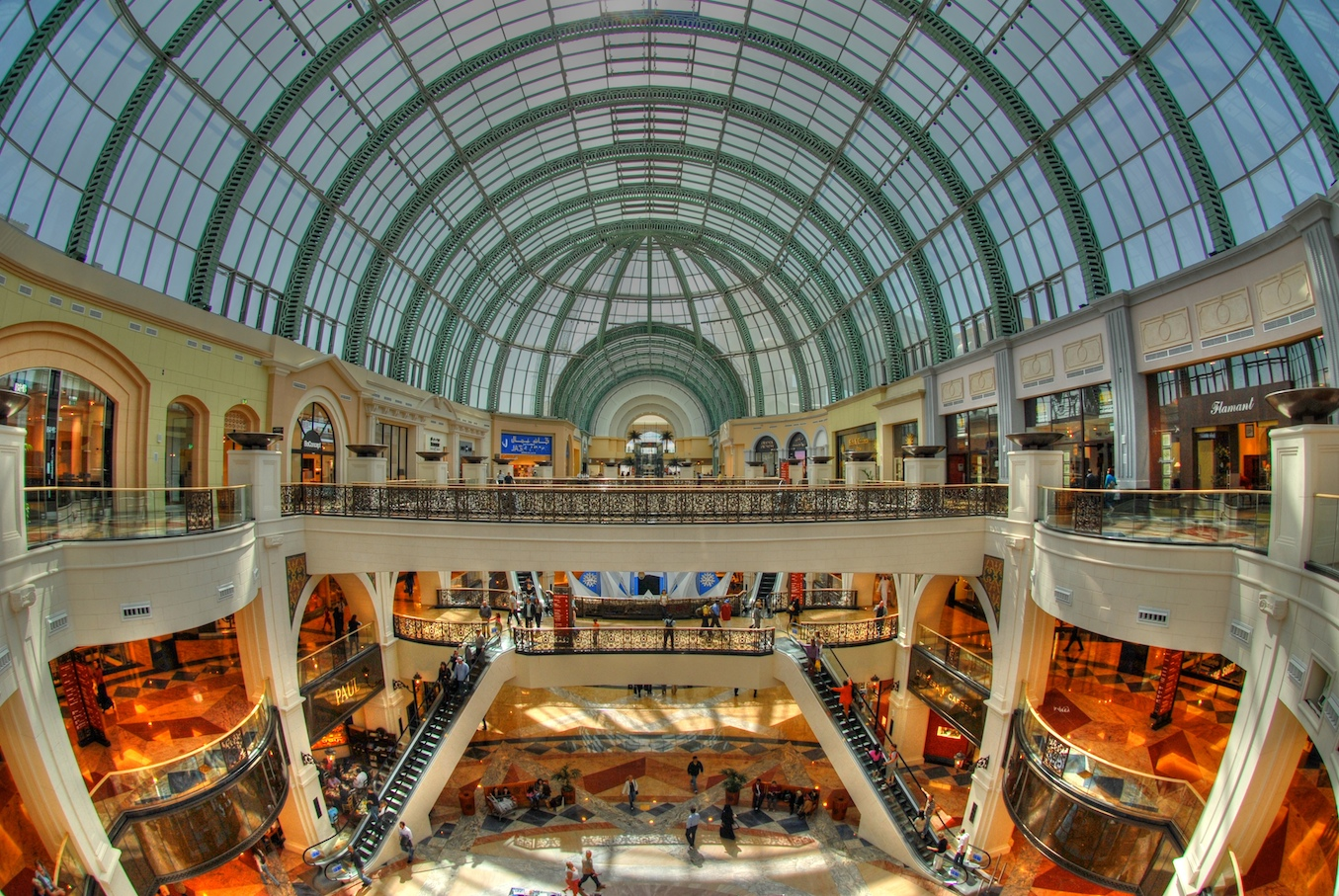
مول الإمارات في البرشاء

ويعود سبب تسمية المنطقة إلى كثرة الأشجار الموجودة فيها والتي تنتشر على شكل مجموعات صغيرة ليبدو شكل المنطقة مزخرفاً بهذه الأشجار.